# Antoni Bal·lero
Antoni Bal·lero de Càndia (Alguer, Cerdeña, 14 de mayo de 1927 - 9 de marzo de 2009) fue un poeta y abogado italiano resucitador de la sociedad la Palmavera. Casi toda su obra está escrita en lengua catalana o también conocida como idioma alguerés en Cerdeña.

## Obras
- Música de serenades (1951)
- Vida (1951)
- Alghero, Cara de roses (1961)

- Datos: Q2857073